# همپتون (کنتاکی)
همپتون (به انگلیسی: Hampton) یک منطقهٔ مسکونی در ایالات متحده آمریکا است که در شهرستان لیوینگستون، کنتاکی واقع شده‌است. همپتون ۱۶۱٫۸۵ متر بالاتر از سطح دریا قرار دارد.